# Vêtement d'intérieur
Les vêtements d'intérieur (en anglais homewear) constituent l'ensemble des vêtements portés dans l'intimité du domicile que ce soit pour des activités comme le sommeil, l'hygiène ou les occupations domestiques,,,. 
C'est à partir du XIXe siècle que le vêtement d'intérieur commence à avoir des critères précis d'utilisation ; le matin, une robe de chambre ou un peignoir ; l'après-midi, une robe d'intérieur sobre ; la nuit, une chemise de nuit longue en coton ou en lin.
Les vêtements d'intérieur connaissent un véritable engouement pendant les années 1970 notamment aux États-Unis.
Depuis les années 1980, le survêtement est devenu un vêtement d'intérieur et nuit courant.

## Vêtement de nuit
Les vêtements de nuit sont l'un des sous-groupes des vêtements d'intérieur. Ils incluent le pyjama, la robe de chambre et la nuisette.

## Loungewear, homewear
La tendance homewear gagne en popularité dans de multiples pays lors des confinements liés à la pandémie de Covid-19,,,, prenant parfois aussi l’appellation de « comfort wear » ou de « loungewear ». 
Le loungewear regroupe les vêtements d'intérieur portés pour se sentir à l'aise chez soi. Ceux-ci comprennent le tee-shirt, le jogging ou la veste polaire. 
Ce jogging devient « le symbole vestimentaire de la pandémie » et voit, d'une façon plus générale, une explosion des vêtements sportswear, même si pourtant le confinement a raréfié la pratique du sport. Cette période fait qu'un vêtement d'intérieur doit être un vêtement confortable : « le confort permet le réconfort, c'est-à-dire la tranquillité de l'esprit et l'absence d'angoisse ». C'est également, dans une période de télétravail, une façon de s'affranchir des règles vestimentaires habituelles. 